# エリ・ヴィーゼル

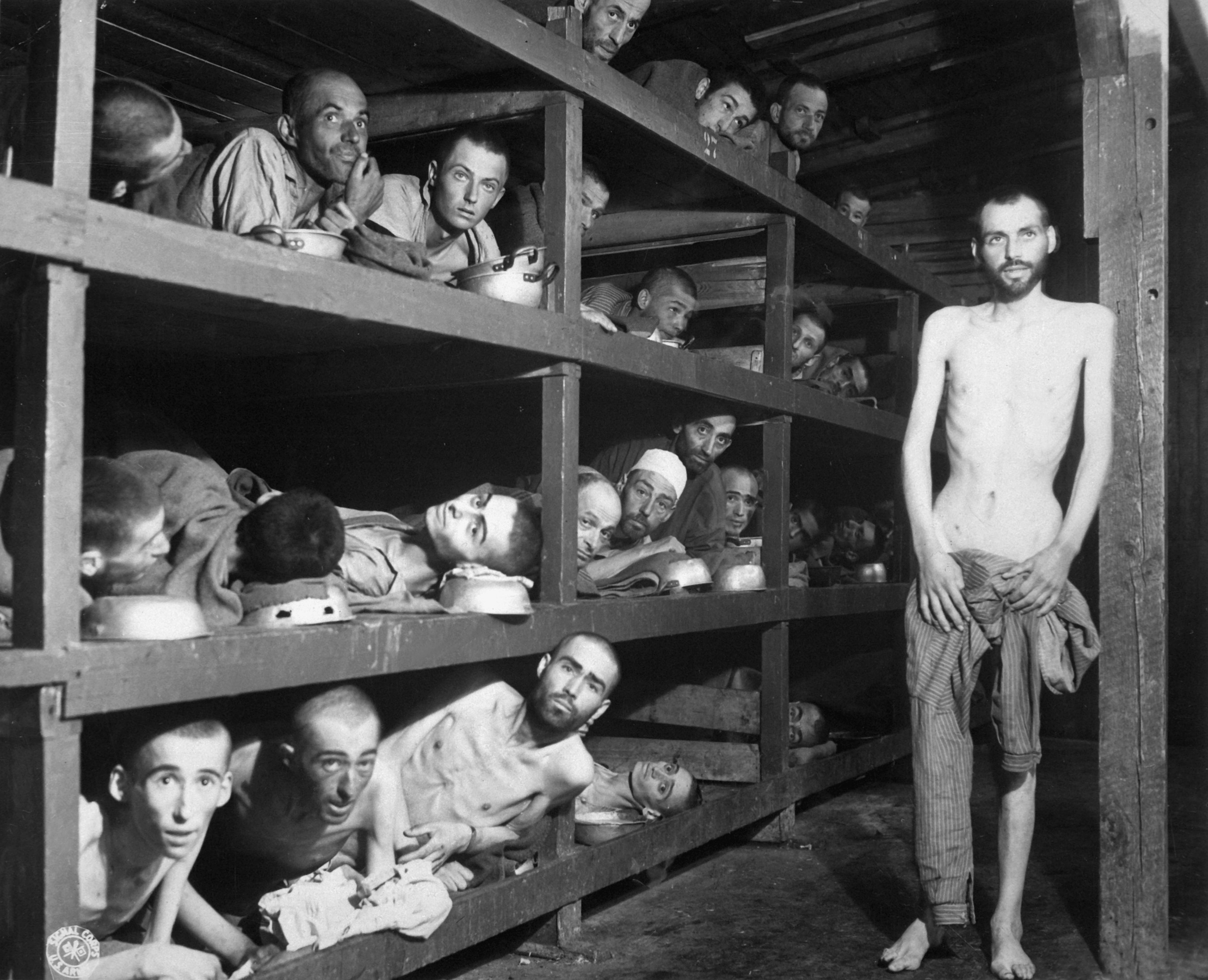
1945年4月16日ブーヘンヴァルト強制収容所にて。下から2段目、左から7番目がエリ・ヴィーゼル

エリ・ヴィーゼル（ヘブライ語: אליעזר  "אלי" ויזֶל‎, イディッシュ語: אלי וויזעל‎, Elie Wiesel, 1928年9月30日 - 2016年7月2日）は、ハンガリー（当時）出身のアメリカのユダヤ人作家、ホロコースト生還者。自らのホロコースト体験を自伝的に記し、1986年にノーベル平和賞を受賞した。ボストン大学教授。
有名な言葉『愛の対義語は憎しみではなく無関心だ。人々の無関心は常に攻撃者の利益になることを忘れてはいけない』

## 来歴
ハンガリー名ヴィーゼル・エリエーゼル（Wiesel Eliézer）としてシゲト（現在のルーマニア、シゲトゥ・マルマツィエイ）に生まれる。生家は食料品店を営む、ハンガリー系の正統派ユダヤ教徒の家庭だった。ヴィーゼルは幼時よりヘブライ語やトーラーやカバラを学んだ。
シゲトは1940年にナチス・ドイツの占領を受け、この町のユダヤ人は1944年に強制収容所へ送られた。ヴィーゼルはアウシュヴィッツで囚人番号A-7713の刺青を左腕に彫られる。母と妹はガス室送りとなり、行動を共にすることができた父も辛い環境に耐えられず、ブーヘンヴァルト強制収容所にて終戦を迎える前に命を落とした。
戦後、フランスの孤児院に送られてフランス語を学ぶ。ヴィーゼルは生き残った姉2人とここで再会することができた。1948年にソルボンヌ大学へ入学し、哲学を専攻する。ヘブライ語教師や合唱団長の職を経てジャーナリストとなった彼は、イディッシュ語やフランス語でイスラエルやフランスの新聞に寄稿するようになったが、戦後11年もの間、ホロコースト体験だけは扱う気になれなかった。しかし友人フランソワ・モーリアックの勧めにより、ヴィーゼルはホロコーストについて書き始めた。こうして小説『夜』の出版にこぎつけたが、モーリアックの後押しにも拘らず、この本は当時ほとんど売れなかった。
1955年、イスラエルの新聞『イェディオト・アハロノト』の通信員としてニューヨークに移住。1963年、米国に帰化した。
暴力や圧政や差別を告発する本を書き続けて、1986年にノーベル平和賞を受賞。このほかにも多数の栄誉を授けられているが、ユダヤ人社会の一部からは批判も受けている。たとえば言語学者のノーム・チョムスキーは、パレスチナ問題でイスラエルにばかり肩入れしてパレスチナ人の苦しみから目を背けているとヴィーゼルを糾弾した。政治学者のノーマン・フィンケルスタインは、ヴィーゼルが法外な講演料を要求し「ホロコーストを金儲けに利用している」と非難した。このほか、ヴィーゼルの政治思想は（過度に修正主義シオニズム寄りであるということで）クリストファー・ヒッチェンズなど一部の非ユダヤ人からの攻撃にあっている。
2016年7月2日、ニューヨーク市の自宅で逝去。87歳没。

## 日本語訳書
- 『夜』 村上光彦訳 みすず書房 1967年
- 『死者の歌』村上光彦訳 晶文社 1970年
- 『夜明け』村上光彦訳 みすず書房 1971年
- 『昼』村上光彦訳 みすず書房 1972年
- 『幸運の町』村上光彦訳 みすず書房 1973年
- 『エルサレムの乞食』岡谷公二訳 新潮社 1974年
- 『コルヴィラーグの誓い』村上光彦訳 白水社 1976年
- 『沈黙のユダヤ人 ソビエト・ロシア旅行から帰って』村上光彦訳 白水社 1978年
- 『伝説を生きるユダヤ人』松村剛訳 ヨルダン社 1985年
- 『そしてすべての川は海へ 20世紀ユダヤ人の肖像』村上光彦訳 朝日新聞社 1995年
- 『大統領の深淵 ある回想』フランソワ・ミッテラン共著 平野新介訳 朝日新聞社 1995年
- 『介入? 人間の権利と国家の論理』川田順造共編 廣瀬浩司、林修訳 藤原書店 1997年
- 『20世紀ユダヤ人の肖像2 しかし海は満ちることなく』村上光彦、平野新介訳 朝日新聞社 1999年
- 『たそがれ、遥かに』前田直美訳 人文書院 2005年